# Templo romano de Alcântara
O Templo romano de Alcântara está localizado em um lado da Ponte de Alcântara, Cáceres, Extremadura (Espanha). Junto com o templo romano de Vic, é um dos apenas dois templos romanos conservados praticamente completos em toda a Espanha.

## História
Todo o conjunto da ponte, arco triunfal e templo foram todos realizados pelo mesmo arquiteto, Caio Júlio Lácer, que dedicou este último para os deificados imperadores de Roma. Ele concluiu a obra no ano 103 d.C. A origem do arquiteto parece ser local, mas estilisticamente os conjuntos da construção parecem precisamente relacionados para construções contemporâneas na província Itálica. Isso sugere que o arquiteto estudou no que é hoje a atual Itália, ou nasceu lá e mais tarde mudou para a província Lusitânia. O motivo da construção do templo responde para uma oferenda que se devia fazer para Trajano e aos deuses de Roma. Após a conquista de Cáceres em 1169 por Fernando II de Leão, o templo foi convertido em uma capela de São Juliano, o qual tem sido o motivo da excepcional conservação do edifício. Fruto desta reconversão foi a adição de um campanário e uma caveira com tíbias, hoje em dia desaparecida a primeira e levada para a parte posterior a segunda. O templo eventualmente se tornaria um marco na rota de peregrinação para Santiago de Compostela. Seu arquiteto foi enterrado no templo, cuja tumba ainda se conserva em seu interior.

## Arquitetura
Pequeno templo votivo in antis de planta retangular com uma única câmara ou cela. O templo é construído em granito. A entrada é flanqueada por duas colunas toscanas, no que é acessado por uma escadaria exterior, coberta com um telhado de duas águas formado por lajes de pedra, com um frontão com moldura em suas bordas e com o tímpano liso sem decoração. Parece ter estado dividido ao interior em nau e pronau. Sua fatura relembra a do Tesouro de Atenas em Delfos. A ponte e templo estão construídos com silhares graníticos das mesmas medidas. 

## Inscrições
Apresenta em seu lintel umas inscrições (atualmente não são as originais, mas cópias subsequentes) onde aparecem a dedicação por parte do arquiteto Caio Júlio Lacer para o imperador Trajano, bem como elementos que têm permitido estabelecer com certeza a data da construção. A inscrição lê:
Texto da inscrição:

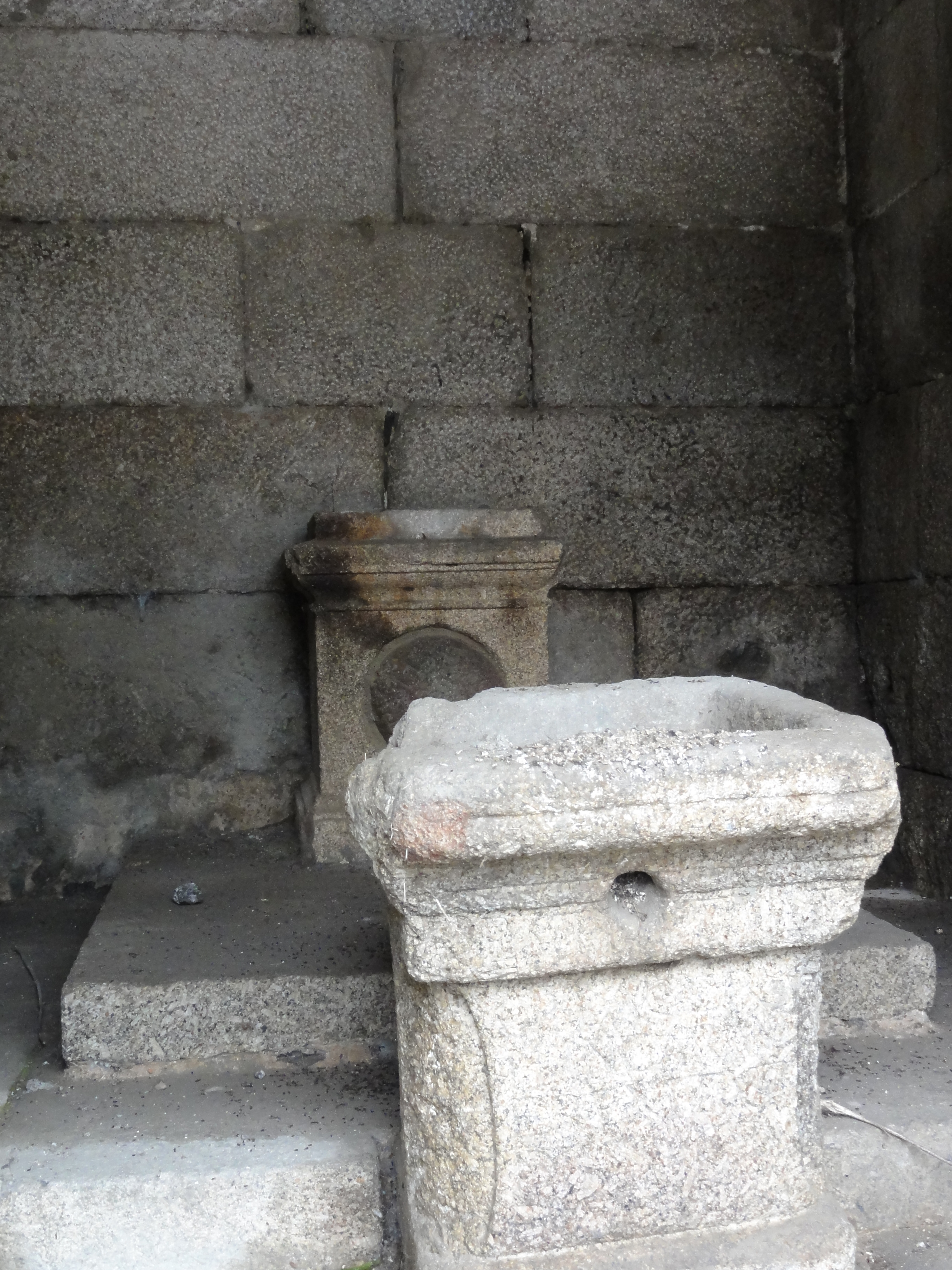
Interior do templo.

IMP.NERVAE.TRAIANO.CAESARI.AVG.GERM.DAC.SACRVM

Templum in rupe Tagi superis et Caesare plenum

ars ubi materia vincitur ipsa sua.

Quis quali dederit voto fortasse requiret

cura viatorum quos nova fama iuvat.

Ingentem vasta pontem qui mole peregit

sacra litaturo fecit honore Lacer.

Qui pontem fecit Lacer et nova templa dicavit,

illic se solvunt, hic sibi vota litant.

Pontem perpetui mansurum in saecula mundi

fecit divina nobilis arte Lacer.

Idem Romuleis templum cum Caesare divis

constituit felix utraque causa sacri.

C.Iulius Lacer H(oc)S(acellum)F(ecit) et dedicavit amico Curio Lacone Igaeditano

Hunc titulum procellis abrasum Philippus IV renovari, marmori denuo incidi Elisabeth II decrevit.

Tradução em português:

Ao Imperador Nerva, Trajano, César Augusto, Germânico, Dácico, está consagrado

este templo, na rocha viva do Tejo, ocupado pelo Divino e o César,

artifício mediante o qual a Natureza vence a si mesma.

Talvez a curiosidade dos viajantes, a quem a celebridade do novo os agrada,

indagará a quem e sob quem votou, ofereceu este templo.

Quem construiu a grande ponte de vasta fábrica foi Lacer,

para oferecer com grande solenidade os sacrifícios.

Quem fez a ponte, Lacer, também dedicou os novos templos:

em quais são encontrados seus votos, nestes devotam suas oferendas.

O ilustre Lacer, com divina arte, fez a ponte

para que durasse para sempre na perpetuidade do mundo.

Ele felizmente levou a cabo o templo e a ponte

devotados para os deuses romanos junto com César, uma e outra obra.

Caio Júlio Lacer fez esta capela e dedicou-a para seu amigo Curio Larcon Igaeditano (da cidade de Idanha-a-Velha).

Este letreiro, desgastado pela tempestade, enviou-lhe para renovar Felipe IV e enviá-lo de volta para registrar em mármore Isabel II.